# Self Control (YoungBoy Never Broke Again)
Self Control è un singolo del rapper statunitense YoungBoy Never Broke Again pubblicato il 6 settembre 2019.

## Video musicale
Il videoclip ufficiale è stato pubblicato sul canale ufficiale del rapper.

## Tracce
1. Self Control – 3:10